# Начкаду
Начкаду (груз. ნაჭკადუ) — село в Грузии, на территории Зугдидского муниципалитета края (мхаре) Самегрело-Верхняя Сванетия.

## География
Село находится в западной части Грузии, на расстоянии приблизительно 18 километров (по прямой) к юго-западу от города Зугдиди, административного центра муниципалитета. Абсолютная высота — 6 метров над уровнем моря.

## Население
По результатам официальной переписи населения 2014 года в Начкаду проживало 284 человека (151 мужчина и 133 женщины). В национальной структуре населения грузины составляли 100 %.
| Год  | Население, человек |
| ---- | ------------------ |
| 2002 | 186                |
| 2014 | ↗ 284              |